# Mice Parade
Mice Parade (anagram för Adam Pierce) är en elektroniskt jazzinspirerad postrockgrupp från New York, ledd av trummisen Adam Pierce. Alla Mice Parades album är släppta på skivbolagen Pierce's record label, Bubblecore och FatCat Records. 

## Diskografi
Studioalbum
- 1998 The True Meaning of Boodleybaye
- 1999 Ramda
- 2001 Mokoondi
- 2002 All Roads Lead to Salzburg
- 2004 Obrigado Saudade
- 2005 Bem-Vinda Vontade
- 2007 Mice Parade
- 2010 What It Means to Be Left-Handed
- 2013 Candela

Livealbum
- 2012 Live: England vs. France

EP
- 1998 My Funny Friend Scott
- 2000 Collaborations
- 2005 Nights Wave

Singlar
- 2000 E-RMX 2 (Mice Parade / V/Vm / múm)
- 2003 Focus on the Roller Coaster